# Ахмедов, Гаджи Ахмед оглы
Гаджи Ахмед оглы Ахмедов (азерб. Əhmədov Hacı Əhməd oğlu; род. 23 ноября 1993, Загатала, Азербайджан) — азербайджанский футболист, защитник. Выступал в сборной Азербайджана.

## Клубная карьера
Родившийся в 1993 году в азербайджанском городе Загатала Гаджи Ахмедов начал профессиональную карьеру футболиста в 2009 году с выступления в клубе Премьер-Лиги ФК «Баку». Далее защищал цвета клубов «Сумгаит» и «Карабах» Агдам.
В июне 2012 года, во время летнего трансферного окна, подписал двухлетний контракт с агдамским «Карабахом».

### Чемпионат
Статистика выступлений в чемпионате Азербайджана по сезонам:
| № | Сезон   | Клуб      | Игр | Голов |
| - | ------- | --------- | --- | ----- |
| 1 | 2009/10 | «Баку»    | 3   | 0     |
| 2 | 2010/11 | «Баку»    | 0   | 0     |
| 3 | 2011/12 | «Сумгаит» | 21  | 0     |
| 4 | 2012/13 | «Карабах» | 8   | 0     |
| 5 | 2013/14 | «Карабах» | 16  | 0     |
| 6 | 2014/15 | «Карабах» | 1   | 0     |

### Кубок
Статистика выступлений в Кубке Азербайджана по сезонам:
| № | Сезон   | Клуб      | Игр | Голов |
| - | ------- | --------- | --- | ----- |
| 1 | 2009/10 | «Баку»    | 2   | 0     |
| 2 | 2011/12 | «Сумгаит» | 1   | 0     |
| 3 | 2012/13 | «Карабах» | 3   | 0     |
| 4 | 2013/14 | «Карабах» | 1   | 0     |

## Еврокубки
Был в заявке ФК «Баку» для участия в Лиге Европы УЕФА сезона 2010/2011 годов. В составе ФК «Карабах» принимал участие в 6 матчах Лиги Европы УЕФА сезона 2013/2014 годов и в 4 матчах Лиги Чемпионов УЕФА сезона 2014/2015 годов.

## Достижения
- 2010 год — победитель Кубка Азербайджана сезона 2009/10 в составе ФК «Баку».
- 2010 год — серебряный призёр Премьер-Лиги Азербайджана сезона 2009/10 в составе ФК «Баку».
- 2013 год — серебряный призёр Премьер-Лиги Азербайджана сезона 2012/13 в составе ФК «Карабах».
- 2014 год — победитель Премьер-Лиги Азербайджана сезона 2013/14 в составе ФК «Карабах».

## Сборная
Гаджи Ахмедов имеет опыт выступления за юношескую (до 19 лет), олимпийскую и национальные сборные Азербайджана.